# Wapniki
Wapniki (niem. Kalkberge) – kilkuwierzchołkowe (509, 501 m n.p.m.) wzniesienie w północno-wschodniej części Grzbietu Wschodniego Gór Kaczawskich. U jego południowo-wschodnich podnóży leżą Gorzanowice, u północno-zachodnich Grudno, a u północnych Jastrowiec.

## Położenie
Na południu, poprzez Rochowicką Skałę i Rakarnię łączy się z masywem Niedźwiedzich Skałek. Ku północy odchodzi od niego grzbiecik z Wysoką (niem. Dürre Berg, 461 m n.p.m.) i Bukową (niem. Eich-Berg, 429 m n.p.m.), kończący się nad Jastrowcem.

## Budowa geologiczna
Zbudowany jest ze staropaleozoicznych (być może kambryjskich) skał metamorficznych pochodzenia osadowego, należących do metamorfiku kaczawskiego – łupków serycytowo-albitowych z wkładkami marmurów (wapieni krystalicznych – kalcytowych i dolomitowych). Te ostatnie były wydobywane w kamieniołomach na zachodnich, południowych i wschodnich, a także północnych zboczach. Przy drodze na północnym i wschodnim zboczu Wapników znajdują się ruiny wapienników. Zbocza wzniesień i obniżenia między nimi pokryte są glinami deluwialnymi.

## Roślinność
Masyw porastają lasy mieszane, miejscami monokultury świerkowe z domieszką buka oraz dębu. Na podłożu wapiennym występuje bogata flora, m.in.: storczyków (buławnik wielkokwiatowy, buławnik mieczolistny, obuwik, kruszczyk szerokolistny, kruszczyk Muellera, gółka długoostrogowa, listera jajowata, gnieźnik leśny), pokrzyk wilcza jagoda, pierwiosnka lekarska, pierwiosnka wyniosła, przylaszczka, wawrzynek wilczełyko, konwalia majowa, konwalijka dwulistna, kopytnik pospolity, lilia złotogłów, gruszyczka, marzanka wonna, kłokoczka południowa, czworolist, zimowit.